# キラー・コワルスキー
キラー・コワルスキー（Killer Kowalski、本名：Edward Władysław Spulnik、1926年10月13日 - 2008年8月30日）は、ポーランド系カナダ人のプロレスラー。カナダ・オンタリオ州ウィンザー出身。
試合中のアクシデントである「耳そぎ事件」の伝説や、2メートル級の長身と痩躯、そして般若のような風貌など、妖気の漂う大ヒールとして活躍した。日本でも力道山やジャイアント馬場と死闘を演じ、"殺人狂"、"幽鬼"、"死神"、"墓場の使者"、"さまよえる亡霊"、"世紀の殺し屋"、"地獄の大統領" など数々の異名で呼ばれた。

## 来歴
1947年（1944年説もあり）のデビュー後、本名のミドルネーム "Władysław" の英語読みであるウラデック・コワルスキー（Wladek Kowalski） またはウォルター・コワルスキー（Walter Kowalski）、さらにはターザン・コワルスキー（Tarzan Kowalski）などの名義でカナダやアメリカ北部を中心に各地を転戦。当時は鍛え上げられた筋肉美を誇っていたことから、ポーリッシュ・アポロ（The Polish Apollo）のニックネームでも活動した。
1950年よりモントリオール地区を主戦場とするが、1952年10月15日、トップロープからのダイビング・ニー・ドロップでユーコン・エリックの左耳をそぎ落とすという事故が起こる（実際はコワルスキーのリングシューズのひもがエリックの耳に引っ掛かってのアクシデント）。もともとエリックの耳は、耳介血腫（レスリングなどの格闘競技者に特有の、耳がカリフラワー状に腫れ上がる外傷）の影響で血栓が生じており、もろくなっていたという。
この「耳そぎ事件」のショックでエリックは自殺した、との伝説も語られたが、実際は妻の不貞によって精神的に悩まされていたことが原因であり、エリックはコワルスキーを憎んではおらず、後日コワルスキーが病院へ見舞いに訪れた際も、2人で笑い合ったという。この事故は結果的にコワルスキーのヒールとしての悪名を高めることとなり、以降はリングネームをキラー・コワルスキー（Killer Kowalski）に定着させ、北米全域でその名を轟かせた。
その後モントリオールでは1962年までの10年間において、バーン・ガニア、ドン・レオ・ジョナサン、アントニオ・ロッカ、パット・オコーナー、ハードボイルド・ハガティ、ジン・キニスキー、バディ・ロジャースらを破り、フラッグシップ・タイトルの世界ヘビー級王座を通算13回獲得。その間はNWAの各テリトリーにおいて、ルー・テーズやホイッパー・ビリー・ワトソンなど当時のNWA世界ヘビー級王者にも何度となく挑戦した。1963年からはニューヨークのWWWFにて、ロジャースやブルーノ・サンマルチノのWWWF世界ヘビー級王座に再三挑戦。同年11月14日にはワシントンDCにてゴリラ・モンスーンをパートナーに、スカル・マーフィー&ブルート・バーナードからUSタッグ王座を奪取した。
1960年代はオーストラリア（ジム・バーネットが主宰していたワールド・チャンピオンシップ・レスリング）でも活動し、1964年10月にはフラッグシップ・タイトルとして新設されたIWA世界ヘビー級王座の初代王者に認定されている。翌月ドミニク・デヌーチに王座を明け渡すも、以降もスパイロス・アリオン、ビリー・ホワイト・ウルフ、ベアキャット・ライトなどを下し、1967年まで通算5回にわたって戴冠した。タッグでは1967年にマーフィーと凶悪コンビを組み、マリオ・ミラノ&レッド・バスチェンからIWA世界タッグ王座を2回奪取している。
その間アメリカでは、1966年6月から1967年4月にかけてAWAに出場。オコーナー、ウイルバー・スナイダー、クリス・マルコフ、ガイ・ミッチェル、ジャック・ランザから勝利を収め、当時マッドドッグ・バションが保持していたAWA世界ヘビー級王座に再三挑戦。モントリオールでの旧敵である総帥ガニアをはじめ、ディック・ザ・ブルーザーやクラッシャー・リソワスキーとも対戦し、ジ・アラスカンことジェイ・ヨークをパートナーに、AWA世界タッグ王者チームのラリー・ヘニング&ハーリー・レイスにも挑戦した。
その後はWWWFへの再登場を経て、1970年よりダラスやヒューストンを拠点とするテキサスの東部地区に参戦。フリッツ・フォン・エリック、ワフー・マクダニエル、ミル・マスカラス、サンダーボルト・パターソンらと抗争を繰り広げ、翌1971年にかけてはジョニー・バレンタインとテキサス・ブラスナックル王座を争った。同地区では、ドリー・ファンク・ジュニアが保持していたNWA世界ヘビー級王座にも挑戦している。

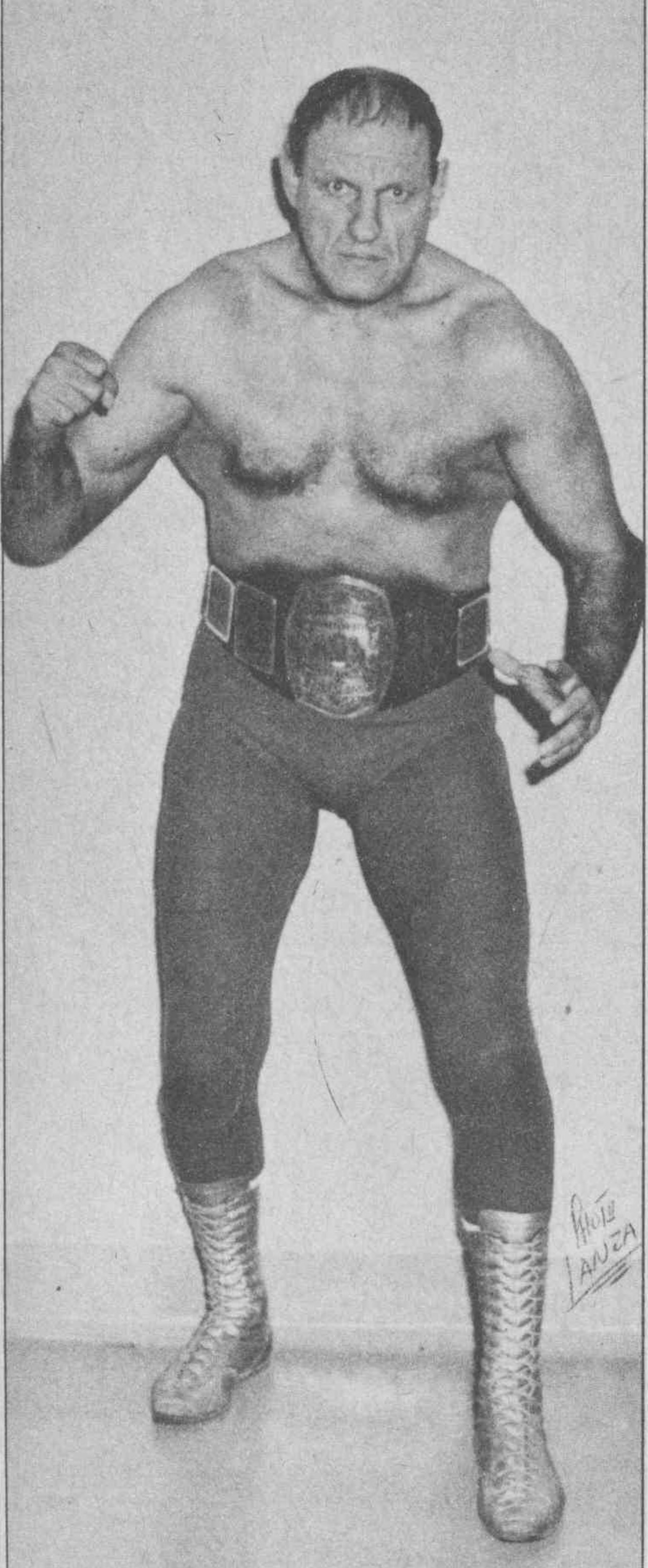
1973年

1972年はロサンゼルスのNWAハリウッド・レスリングにて1月28日にアメリカス・ヘビー級王座を獲得。4月25日にはキンジ・シブヤと組んでドリー・ディクソン&ラウル・マタからアメリカス・タッグ王座を奪取している。古巣のモントリオールでは1972年から1973年にかけて、マッドドッグ&ブッチャー・バションが主宰していたグランプリ・レスリング（GPW）にて、エドワード・カーペンティアを相手にGPWヘビー級王座を巡る抗争を展開。現地ヒールのジル・ポワソンをパートナーに、1972年11月13日にハリウッド・ブロンズ（ジェリー・ブラウン&バディ・ロバーツ）、1973年10月2日にカーペンティア&サンマルチノを破り、GPWタッグ王座にも2回戴冠した
1975年にはエディ・グラハムが主宰していたフロリダのCWFにて覆面レスラーのマスクド・デストロイヤー（The Masked Destroyer）に変身。11月20日にジェリー・ブリスコを破って南部ヘビー級王座を獲得し、12月16日にビル・ロビンソンに敗れるまで保持した。キャリア末期には主戦場のWWWFでも覆面レスラーのエクスキューショナー1号（The Executioner #1）に扮し、弟子格である2号のビッグ・ジョン・スタッドとの大型タッグチーム「ジ・エクスキューショナーズ」で活動。1976年5月11日にトニー・パリシ&ルイ・セルダンからWWWF世界タッグ王座を奪取したが、同年10月26日、ニコライ・ボルコフに覆面を被せ、3人目のメンバーに起用して防衛戦を行ったために王座を剥奪された。
翌1977年に現役を引退。以降は1982年、マサチューセッツ州ボストンにてインディー団体のIWF（International Wrestling Federation）を主宰。試合にも出場してブルーノ・サンマルチノ・ジュニアらと対戦した。1987年11月16日には、WWFのニュージャージー州イーストラザフォードでのオールドタイマーズ・バトルロイヤルに出場（他の参加選手は優勝者のテーズ以下、オコーナー、キニスキー、カーペンティア、クラッシャー、ボボ・ブラジル、ニック・ボックウィンクル、レイ・スティーブンス、ペドロ・モラレス、アーノルド・スコーラン、アート・トーマス、バロン・シクルナ、アル・コステロなど）。1996年にはWWF殿堂に迎えられた。

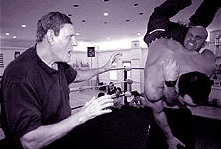
ジョン・クインランを指導するコワルスキー（2000年）

引退後はマサチューセッツ州セイラムにてレスリング・スクールを開校し、2003年9月に年齢的な問題もあり閉鎖するまで、トレーナーとして活動した。主な門弟には、ペリー・サターン、ジョン・クローナス、トリプルH、チャイナ、クリス・ノウィンスキー、ジェイソン・アルバート、ケニー・ダイクストラ、ジョナサン・カーティス、アーロン・ハダッド、トマソ・チャンパなどがいる。
2008年8月30日、心臓発作のため81歳で死去。

### 日本での活躍
1963年3月、日本プロレスに初来日。第5回ワールドリーグ戦に出場し、5月17日の東京都体育館での決勝で力道山と対戦したほか、開幕第2戦目となる3月24日の蔵前国技館大会にて、アメリカ武者修行から凱旋帰国したジャイアント馬場と時間切れ引き分けの死闘を演じた。再来日となる1968年4月の第10回大会では馬場と決勝を争い、アントニオ猪木とも対戦している。1971年9月には第2回NWAタッグ・リーグ戦に参戦し、キラー・バディ・オースチンとの「キラー・コンビ」で準優勝を果たした（優勝は猪木&坂口征二）。1972年6月の日本プロレスへの最後の来日では、7月5日に札幌中島スポーツセンターにてムース・ショーラックをパートナーに、馬場&坂口の東京タワーズが保持していたインターナショナル・タッグ王座に挑戦した。
日本プロレス崩壊後は、1973年11月と1975年4月に全日本プロレスに参戦。1975年の来日時は第3回チャンピオン・カーニバルに出場（予選トーナメント1回戦でグレート小鹿を下すも、2回戦で馬場に敗れて失格）したほか、4月19日に郡山にてジン・キニスキー、5月6日に岐阜にてブルーノ・サンマルチノと組み、馬場&ジャンボ鶴田のインターナショナル・タッグ王座に2度挑戦している。
引退後は、1989年4月に全日本プロレスのレトロ企画 "OLD DAYS BUT GOOD DAYS" にレジェンドとして来日。1992年9月19日には、横浜スタジアムで開催されたFMWの3周年記念興行に出場、WWWFやロサンゼルスでの旧敵ジョン・トロスとエキシビション・マッチを行った。

## 得意技
- ダイビング・ニー・ドロップ
- ストマック・クロー
- ドロップキック

## 獲得タイトル
モントリオール・アスレティック・コミッション
- 世界ヘビー級王座（モントリオール版）：13回[9]

アトランティック・アスレティック・コミッション
- AAC世界ヘビー級王座：1回

ワールド・チャンピオンシップ・レスリング
- IWA世界ヘビー級王座（オーストラリア版）：5回[12]
- IWA世界タッグ王座（オーストラリア版）：4回（w / スカル・マーフィー×2、ビル・ミラー、マーク・ルーイン）[13]

セントラル・ステーツ・レスリング
- NWAセントラル・ステーツ・ヘビー級王座：1回[35]
- NWAセントラル・ステーツ・タッグ王座：1回（w / ブルドッグ・オースチン）[36]

NWAミッドパシフィック・プロモーションズ
- NWA USヘビー級王座（ハワイ版）：1回[37]

NWAビッグタイム・レスリング
- NWAテキサス・ブラスナックル王座：1回[17]

NWAハリウッド・レスリング
- NWAアメリカス・ヘビー級王座：1回[19]
- NWAアメリカス・タッグ王座：1回（w / キンジ・シブヤ）[20]

スタンピード・レスリング
- NWAカナディアン・ヘビー級王座（カルガリー版）：2回[38]

NWAオールスター・レスリング
- NWA太平洋岸タッグ王座（バンクーバー版）：2回（w / オックス・アンダーソン、ジン・キニスキー）[39]

グランプリ・レスリング
- GPWヘビー級王座：2回[21]
- GPWタッグ王座：2回（w / ジル・ポワソン）[22]

チャンピオンシップ・レスリング・フロム・フロリダ
- NWA南部ヘビー級王座（フロリダ版）：1回[23] ※マスクド・デストロイヤー名義

ワールド・ワイド・レスリング・フェデレーション / ワールド・レスリング・フェデレーション
- WWWF USタッグ王座：1回（w / ゴリラ・モンスーン）[11]
- WWWF世界タッグ王座：1回（w / エクスキューショナー2号）[24] ※エクスキューショナー1号名義
- WWF殿堂：1996年度[28] ※インダクターはトリプルH

## エピソード

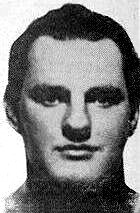
1953年

- 全米でも指折りのヒールとして活躍していたが、普段は人一倍他人に気を遣う繊細な人柄だったと伝えられている。耳そぎ事件の直後、事故とはいえユーコン・エリック（英語版）に重傷を負わせてしまったショックから「俺は取り返しがつかないことをしてしまった」とひどく落ち込んでいた。それを知ったユーコン本人から「あれはアクシデントだ。俺は気にしちゃいない。だからお前も気にするな」と誰よりも先に慰めの声をかけられ、ショックから立ち直ることができたという。
- 耳そぎ事件でユーコン・エリックのちぎれた耳を見たトラウマから肉が食べられなくなり、以後徹底した菜食主義者になったというエピソードが語られていた時期がある。これは梶原一騎が創作したものであり、もともと菜食主義だった[7][3]。本人はただ健康のためだと語っている。引退後、この話の真偽について尋ねられたコワルスキーは「何だいその話は? 最高に面白いな」と爆笑していたという。なお梶原は『ジャイアント台風』『プロレススーパースター列伝』などの作品で虚実取り混ぜた筆致で鬼気迫る大ヒールとしてのコワルスキーを描いている。
- ブルーザー・ブロディが尊敬したレスラーとしても知られており、彼のキングコング・ニー・ドロップはコワルスキーから影響を受けた技である。両者は1976年にWWWFを共にサーキットしており[40]、マディソン・スクエア・ガーデンにてアンドレ・ザ・ジャイアントと6人タッグマッチで対戦したこともある（1976年10月25日、エクスキューショナーズ&ブロディvsアンドレ&チーフ・ジェイ・ストロンボー&ビリー・ホワイト・ウルフ）[41]。なお、同じくブロディに影響を与えたキング・カーティス・イヤウケアとは1960年代にハワイのNWAミッドパシフィック・プロモーションズにて対戦しており、1965年11月3日にはハワイ版のUSヘビー級王座をイヤウケアから奪取している[37]。
- アントニオ猪木がコワルスキーの筋肉に憧れていたことを、村松友視との対談で語っていたことがある[42]。
- レスラー生活晩年は髪が薄くなってカツラを着用していた。ヘッドロックは御法度であり、同じくカツラ着用のブルーノ・サンマルチノとの試合は両者まったくヘッドロックを使わずに行われたという。
- 選手としての最後の来日である1975年の全日本プロレス参戦時には「カツラが取れると困る」とマスクを被り、リングネームはそのままで覆面レスラーとして試合をしたことがある（同時期のWWWFにおいても、リングネームはそのままで覆面を被ったことがある）。その後、キャリア末期はアメリカで覆面レスラーに変身し、フロリダではマスクド・デストロイヤー、WWWFではエクスキューショナー1号として試合を行った[4]。梶原一騎はこの事実を『プロレススーパースター列伝』のリック・フレアー編で、フリッツ・フォン・エリックがコワルスキーを覆面の刺客としてフレアーと戦わせるエピソードに取り入れている。